# Pyxicephalus
Pyxicephalus es un género de anfibios anuros de la familia Pyxicephalidae. Se distribuyen por las zonas no selváticas del África subsahariana.

## Especies
Según ASW:
- Pyxicephalus adspersus Tschudi, 1838
- Pyxicephalus angusticeps Parry, 1982[2]
- Pyxicephalus beytelli du Preez, Netherlands, Rödel & Channing, 2024[3]
- Pyxicephalus edulis Peters, 1854
- Pyxicephalus obbianus Calabresi, 1927